# Jamides ezeon
Jamides ezeon är en fjärilsart som beskrevs av Hans Fruhstorfer 1916. Jamides ezeon ingår i släktet Jamides och familjen juvelvingar. Inga underarter finns listade i Catalogue of Life.